# Twann
Twann (toponimo tedesco; in francese Douanne) è una frazione di 826 abitanti del comune svizzero di Twann-Tüscherz, nel Canton Berna (regione del Seeland, circondario di Bienne).

## Storia

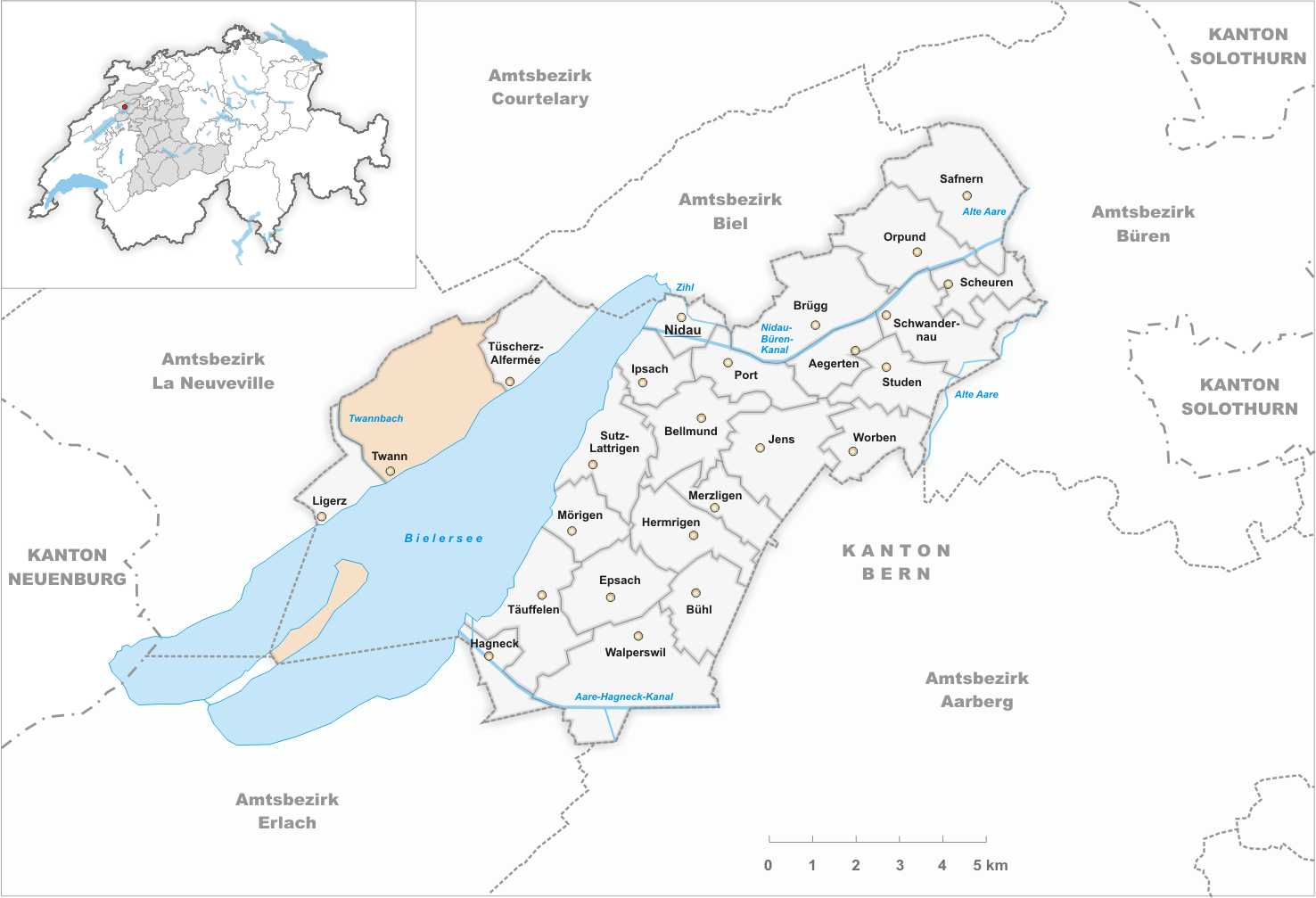
Il territorio del comune di Twann prima degli accorpamenti comunali del 2010

Già comune autonomo appartenente al distretto di Nidau, che si estendeva per 9,1 km² e che comprendeva anche le frazioni di Gaicht, Kleintwann, Twannberg e Wingreis, il 1º gennaio 2010 è stato accorpato all'altro comune soppresso di Tüscherz-Alfermée per formare il nuovo comune di Twann-Tüscherz, del quale Twann è il capoluogo.

## Monumenti e luoghi d'interesse

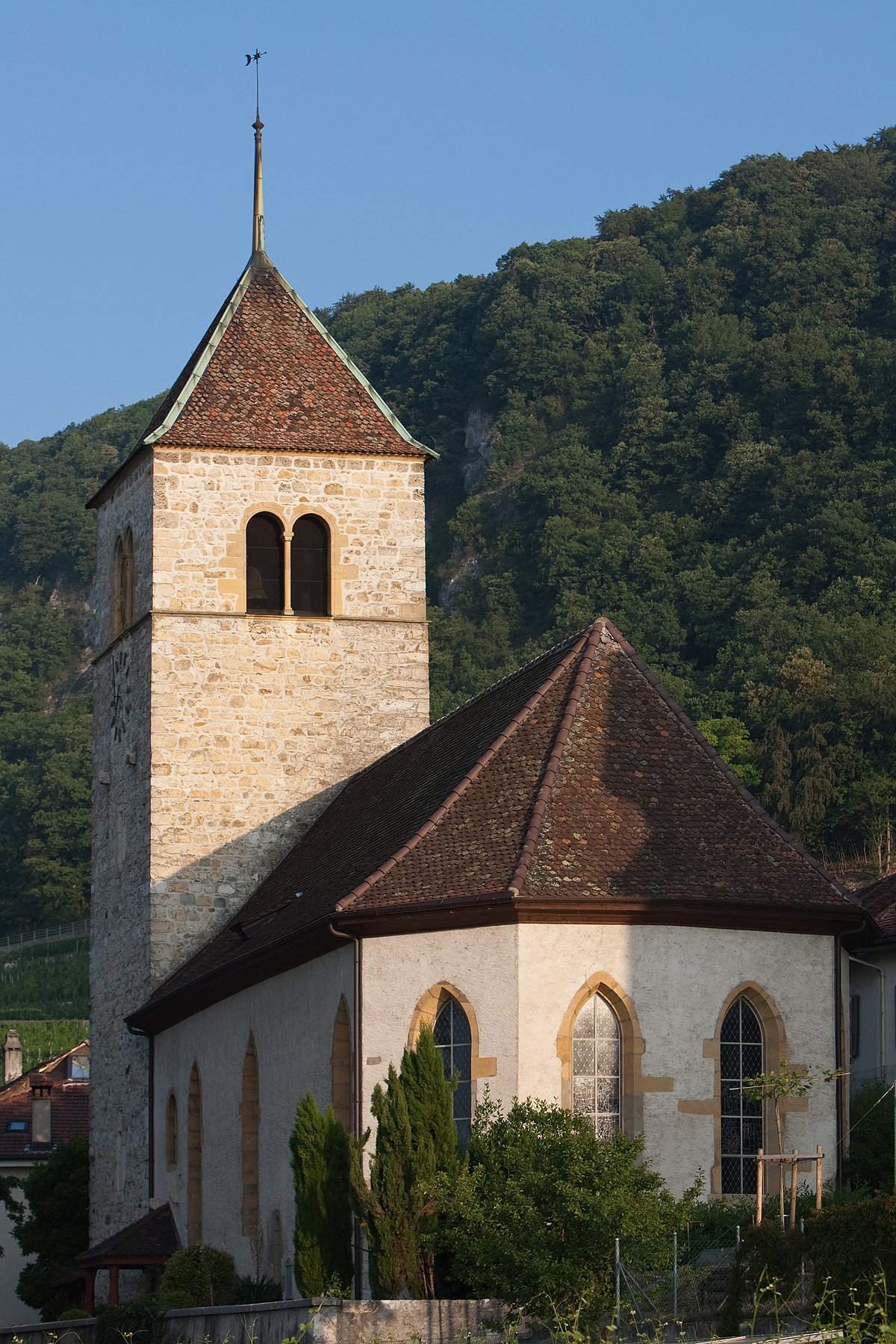
La chiesa riformata

- Chiesa riformata (già di San Martino), eretta nel IX-X secolo e ricostruita nel XIII secolo, nel XV secolo e nel 1666-1667 da Abraham Dünz il Vecchio[1].

## Società

### Evoluzione demografica
L'evoluzione demografica è riportata nella seguente tabella:
Abitanti censiti

## Amministrazione
Ogni famiglia originaria del luogo fa parte del comune patriziale che ha la responsabilità della manutenzione di ogni bene comune.

## Infrastrutture e trasporti
Twann è servita dall'omonima stazione sulla ferrovia Losanna-Olten.